# Tamms kanal

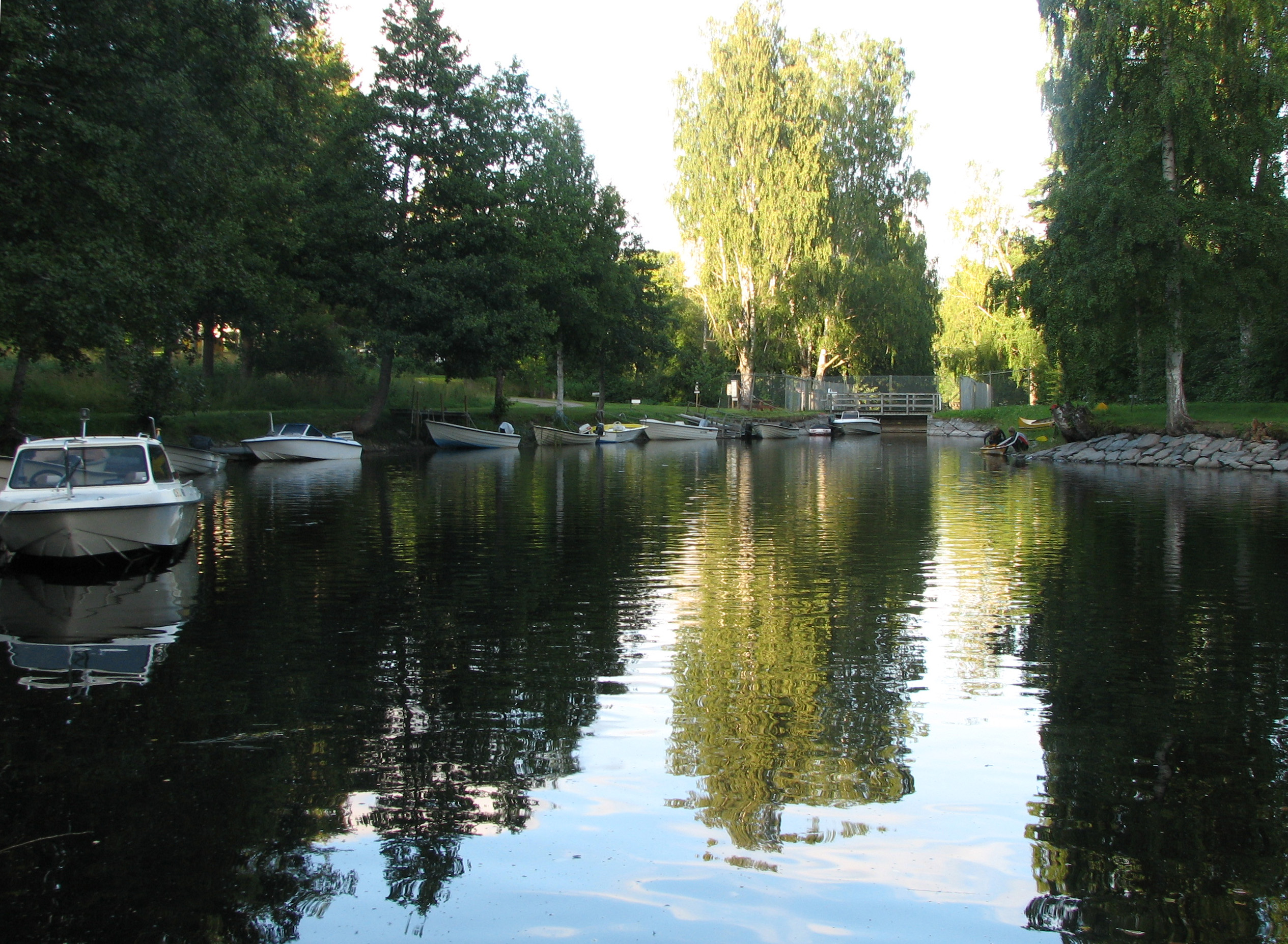
Tamms kanal ovan Näsvikens sluss. Den är här breddad för att rymma väntande och mötande båtar.

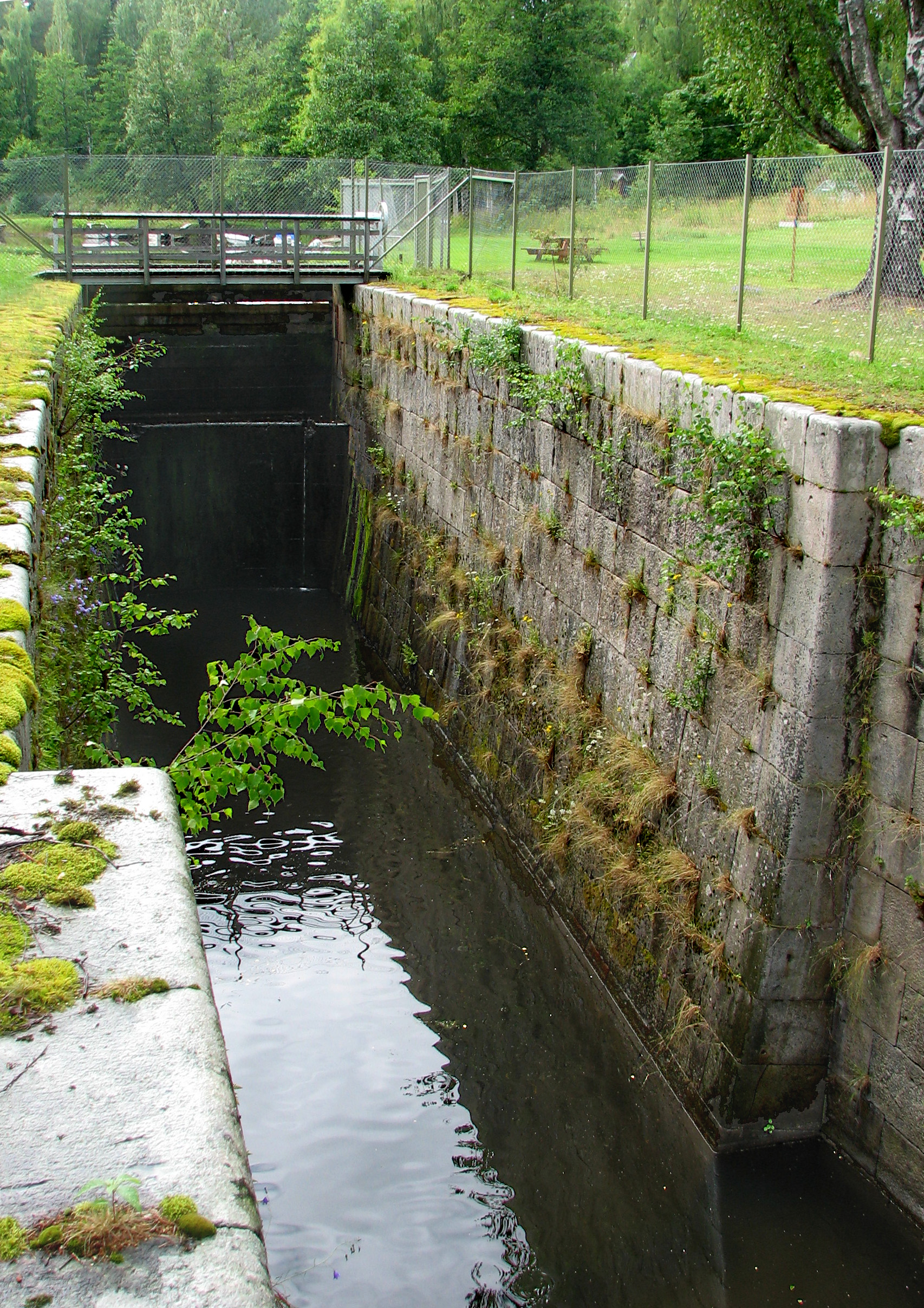
Slussbassängen vid Näsviken.

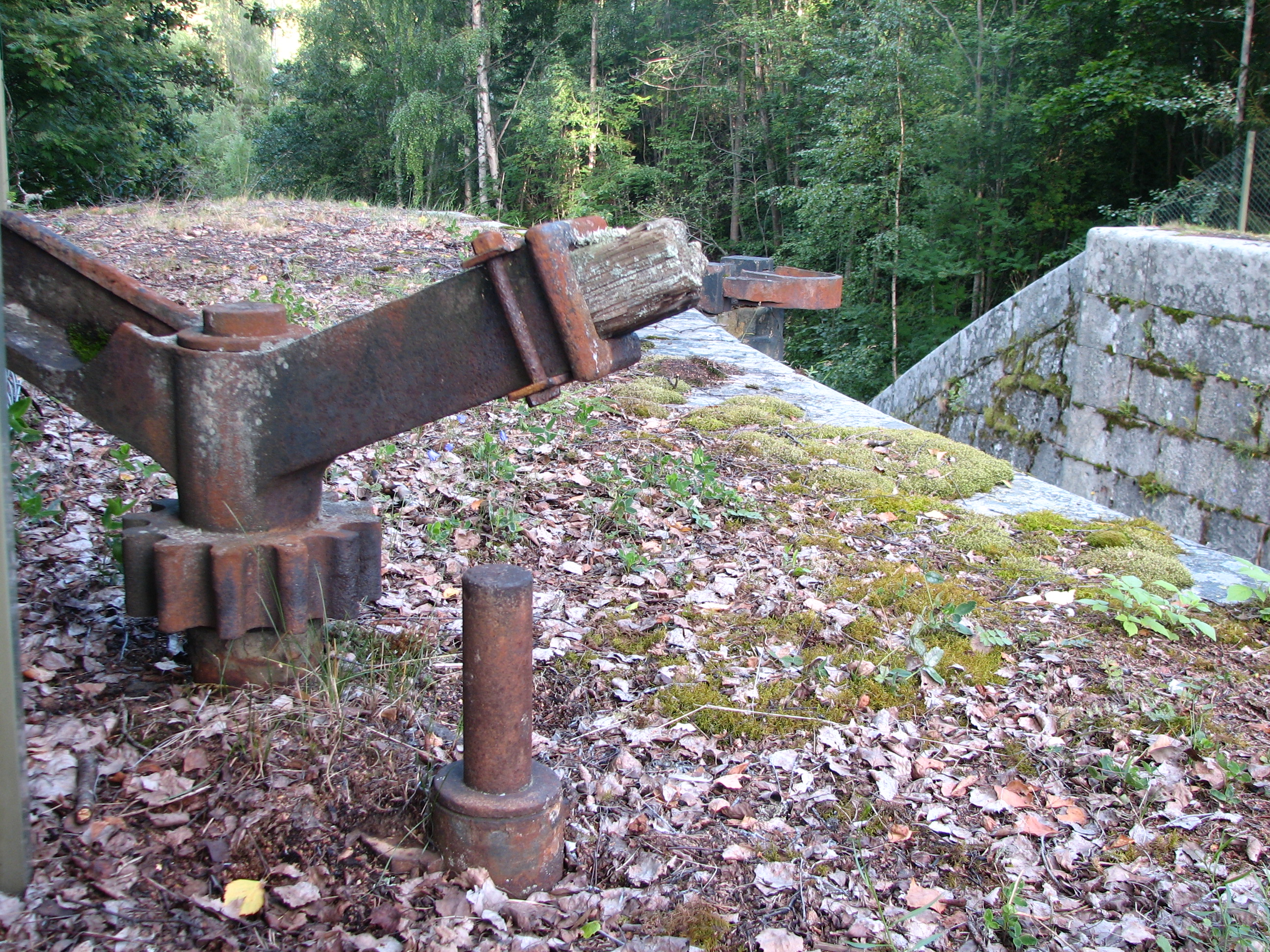
Portstängningsmekanism vid Näsvikens sluss. Portens gångjärn skymtar i bakgrunden.

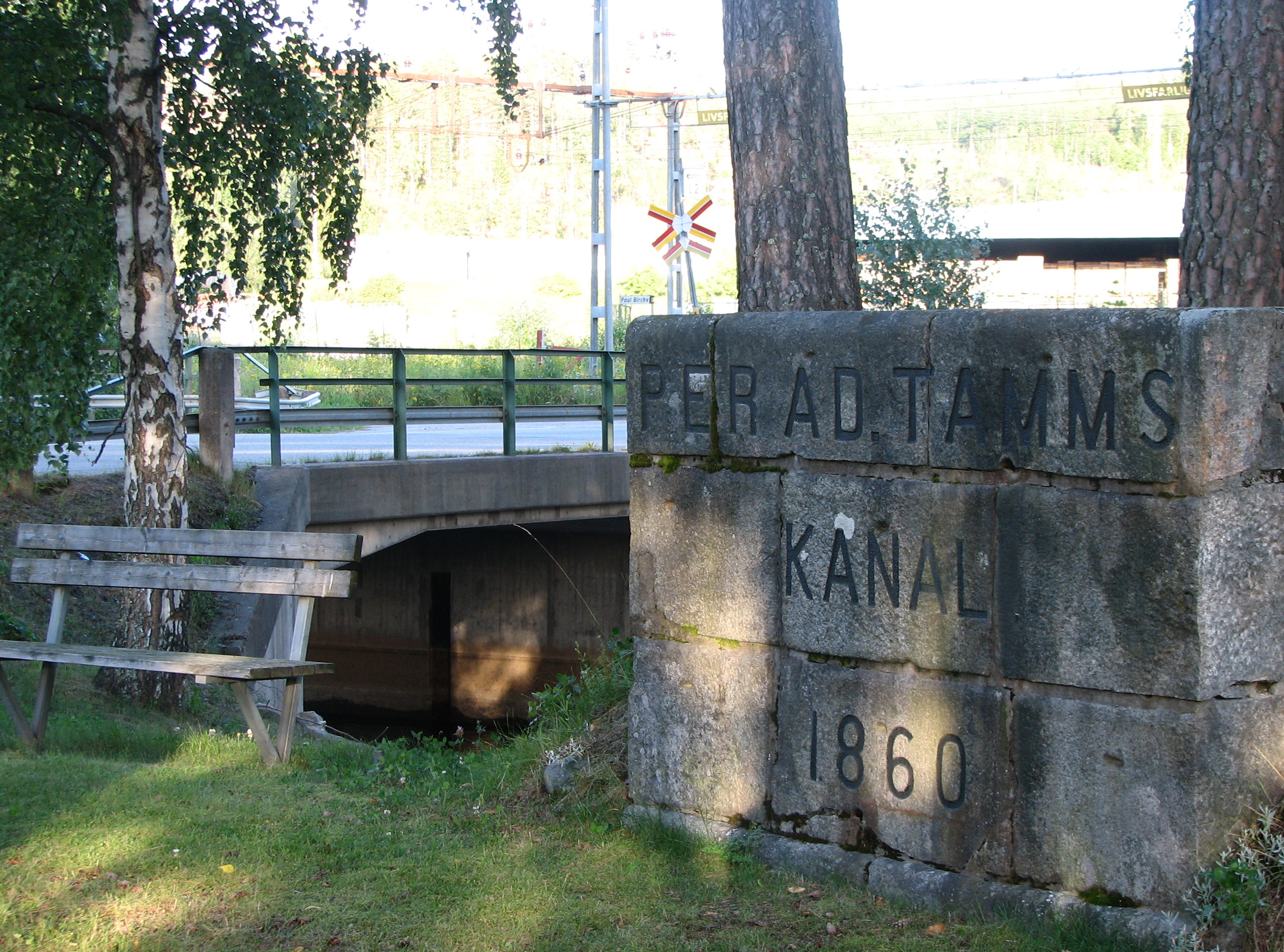
Tamm-monumentet i Näsviken intill kanalen som passerar under vägbron.

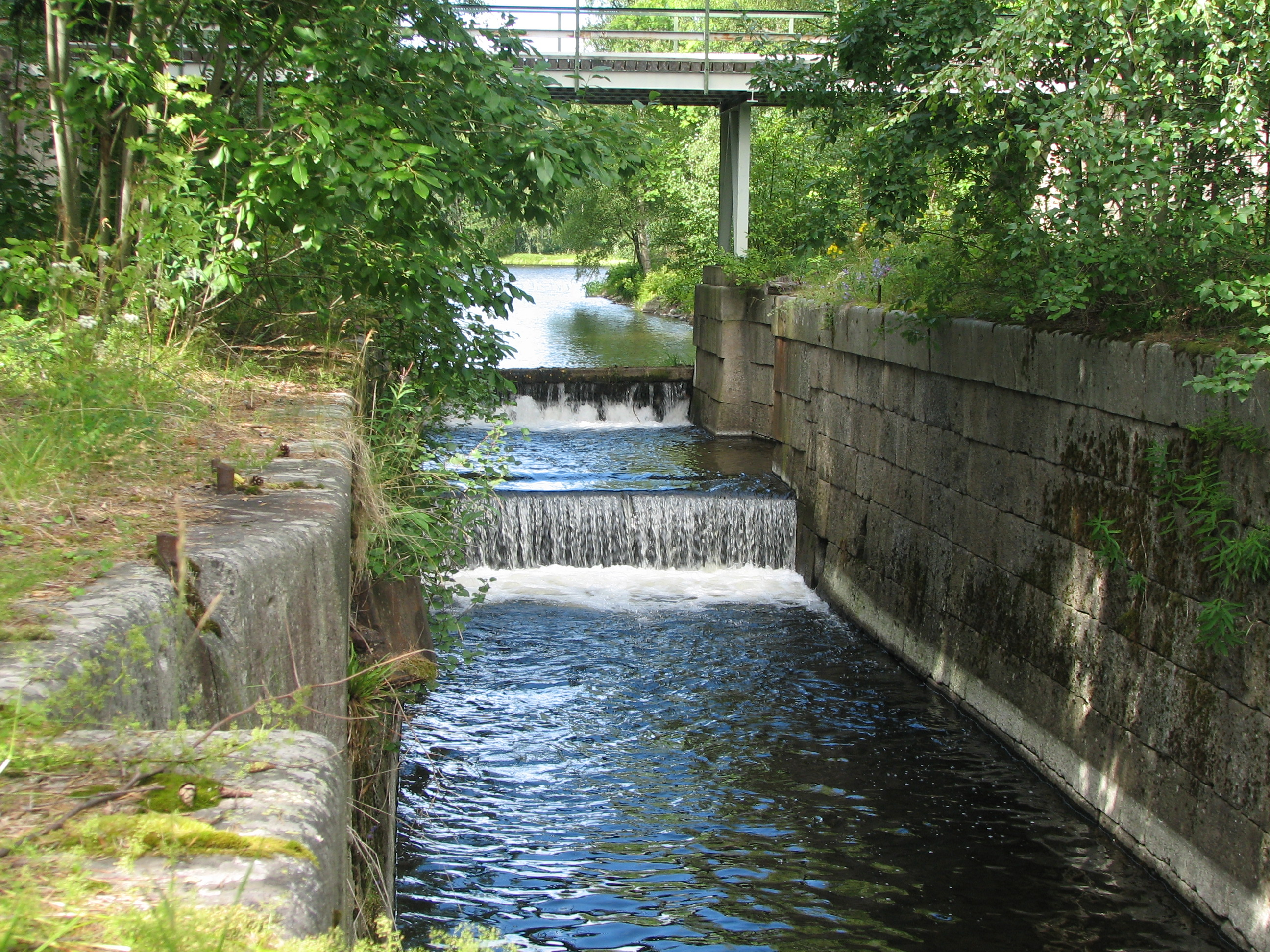
Slussbassängen vid Nedre Hamre.

Tamms kanal är en kanal i Hälsingland med slussar för ångbåtstrafik som Per Adolf Tamm anlade för att underlätta frakten av järnmalm från östra Svealand via Bottniska viken till sina masugnar vid Dellensjöarna. Den fem kilometer långa sträckan mellan Näsviken vid Södra Dellen och Forsa kyrka blev färdig 1858 men invigdes officiellt 16 juli 1860. Den har två slussplatser, den ena i Näsviken och den andra 1 km nedströms vid Nedre Hamre. Grävda kanal- och slussträckor utgör ungefär 700 meter.
Tamms ursprungliga plan var att med ytterligare slussar göra hela vägen från Dellensjöarna till kustorten Iggesund farbar. Men Hudiksvalls stad byggde samtidigt en järnväg, Hudiksvalls Järnväg, till Forsa, vilket gjorde det resterande kanalbygget onödigt. Kanalen användes i 16 år, men stängdes för trafik när järnvägen 1874 förlängdes till Näsviken.
Idag är slussportarna vid bägge slussplatserna ersatta med fasta fördämningar, men alla kanalmurar är fortfarande intakta. I Näsviken finns ett monument över Per Adolf Tamm intill den grävda kanalsträckan mellan Dellen och första slussplatsen.

## Historia

### Bakgrund
Bergsbruksidkaren Per Adolf Tamm, med säte på Österbybruks herrgård strax intill Dannemora gruvor i Uppland, förvärvade två järnbruk nära Norra Dellen – Strömbacka bruk 1827 och Hedvigsfors bruk 1831. Till varje bruk hörde en närbelägen masugn, Moviken respektive Österbo. Det fanns vissa järnfyndigheter i trakten, men halterna av svavel och fosfor var för höga, så Tamm kunde inte använda den lokala malmen. Istället nödgades han frakta järnmalm ända från Dannemora gruvor i Uppland och Utö gruvor i Stockholms södra skärgård.
Malmen fördes med båt till Hudiksvall där den fick fraktas nästan 20 km med hästdragna vagnar eller slädar till Hallboviken vid Norra Dellens östra ända. Därifrån forslades den ytterligare cirka 20 km med fyraårors kombinerade rodd- och segelbåtar till Movikens masugn eller till Friggesund och masugnen vid Österbo. Landtransporterna försiggick företrädesvis på vintern, medan sjötransporter fick vänta tills isen gått upp.
Ett avgörande motiv till att bedriva järnframställning vid Dellen, trots dessa besvärliga transporter, var den rikliga tillgången på skog och därmed på träkol som processen slukade i stora mängder. Enbart själva Strömbacka bruk förbrukade på 1790-talet träkol från minst 130 milor varje år, en siffra som kom att stiga påtagligt under 1800-talet.
År 1842 skaffade Tamm hjulångaren Tamm som åtminstone skulle underlätta transporten över själva Dellen. Ungefär tio år senare lät han utarbeta planerna för en farbar vattenled längs Dellens naturliga avrinning ända ut till kusten.

### Farleden som delvis förverkligades
Norrdellens vatten rinner över i Sördellen genom den ungefär 500 m korta Norrboån som förr var fördämd. Tamm lät riva fördämningen och muddra passagen, vilket sänkte Norrdellen med en dryg halvmeter. Sördellens avflöde vid Näsviken bjöd under den första kilometern på åtta meters nivåskillnad, som fick övervinnas med de två slussningsplatser som också byggdes. Därefter var det lugna vatten de återstående fyra kilometrarna till Forsa kyrka.
Enligt planen skulle farleden sedan fortsätta ytterligare nästan 15 km genom systemet av sjöar och åar som ledde till Iggsjön vid Iggesund. Ett par slussar för måttliga höjdskillnader på sammanlagt fyra meter skulle krävas på denna sträcka. Slutstationen Iggsjön ligger bara två km från kusten men ändå hela 32 meter över havet. Detta språng var inte lämpligt att överbrygga med slussar. Planen var istället att man skulle anlägga en kort järnväg denna sista bit till havet.
Av den planerade båtleden var det dock bara sträckan Näsviken – Forsa kyrka som blev byggd. Hjulångaren Tamm var för bred för de smala slussarna. Den ersattes därför med en ny, propellerdriven ångbåt som fick överta namnet Tamm.

### Hudiksvalls järnväg till Forsa
Hudiksvall hade haft stora fördelar av sin roll som hamn- och omlastningsplats för malmtransporterna. Om Tamm förverkligade sina kanalplaner, skulle staden förlora kontakten med malmtrafiken och Iggesund skulle istället överta denna viktiga roll. Borgmästaren och ett antal näringsidkare i Hudiksvall var övertygade om att detta skulle bli förödande för Hudiksvalls framtid. De planerade därför en järnväg från Hudiksvall till Forsa och försökte 1856 övertala Tamm att bara bygga båtled mellan Näsviken och Forsa för att där ansluta till järnvägen. Tamm avled detta år, men hans arvingar kom överens med järnvägsivrarna som 1858 startade Hudiksvalls Järnvägsaktiesbolag.
Den 11 km långa smalspåriga järnvägen byggdes och invigdes den 16 juli 1860. Kanalen som redan stått färdig i två år blev officiellt invigd samma dag. Eftersom järnvägen var beroende av den anslutande sjötransporten, trafikerades den bara när Dellen var isfri. Då gick det å andra sidan 10–12 tåg per dygn i vardera riktningen, och ibland ända upp till 20 tåg. Det var trafik dag som natt.

### Förlängning av järnvägen
Kanalen var transportkedjans svagaste punkt, eftersom slussningen var så tidsödande. Järnvägsbolaget investerade så småningom i en förlängning av banan med 5 km fram till Näsviken vid Sördellens östra ände. Den blev klar i slutet av 1874 och tog genast över kanalens uppgift. Därmed stängdes Tamms kanal.

## Otydlig historieskrivning
Det finns olika uppgifter på om malmen hämtades från Dannemora gruvor (i Roslagen), Utö gruvor eller bådadera. Båttrafiken på Dellarna anger bara Roslagen. Stiftelsen Hudiksvalls bruksminnen anger bara Utö. Friluftsfrämjandet Hudik anger både Utö och Dannemora.[källa behövs] Nordisk familjebok anger att Dannemoraverken betecknar det fåtal järnverk som fick malm från Dannemora, däribland Strömbacka. Holmen Skog anger Roslagen och Utö.
När det gäller målet för malmtransporterna, nämner vissa källor bara Moviken/Strömbacka, men inte Österbo/Hedvigsfors. I början av 1860-talet hade Strömbacka fem härdar och fem stångjärnshammare, Hedvigsfors hade tre. Källor som beskriver malmtransporter till masugnar innan Tamms kanal byggdes, nämner i allmänhet både Moviken och Österbo som mål. (Eftersom Österbo masugn ligger mycket nära Hedvigsfors bruk, benämns denna masugn ibland Hedvigsfors.) Snart lades dock tillverkningen ner vid Österbo/Hedvigsfors, varför Tamms kanal därefter bara kom att betjäna Moviken.